# 9 Pułk Piechoty (III Rzesza)

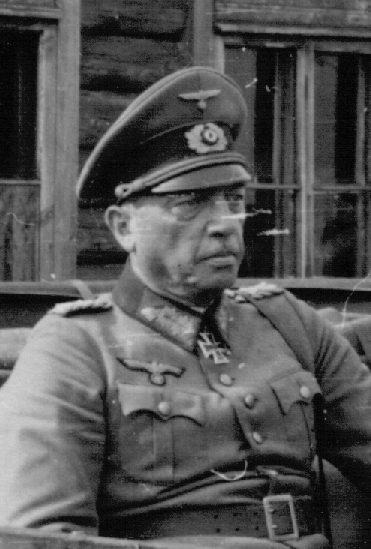
Ernst Busch

9 Pułk Piechoty (Infanterie-Regiment 9, IR 9) − jeden z niemieckich pułków piechoty okresu Republiki Weimarskiej i III Rzeszy, kontynuator tradycji pułków Gwardii Cesarstwa Niemieckiego. Został sformowany 1 stycznia 1921, potocznie nazywany "Graf Neun". Pozostawał w podległości organizacyjnej 3 Dywizji Reichswehry, a od 1935 roku 23 Dywizji Piechoty. Garnizon mieścił się w Poczdamie.

## Dowódcy pułku
- Oberst Friedrich von Taysen Aufstellung - 1921
- Oberst Richard von Pawelsz 16. Juni 1921 - 1922
- Oberst Friedbert Lademann 1922 - 1926
- Oberst Kai Meyn 1926 - 1928
- Oberst Wolfgang Fleck 1928 - 1929
- Oberst Hans Feige 1929 - 1931
- Oberst Ewald von Kleist 1931 - 31. Dezember 1931
- Oberst Ernst Busch 1932 - 1935
- Oberst Walther Fischer von Weikersthal 1935 - 1936
- Oberst Werner von Gilsa 1936 - 1941
- Oberst Adolf Raegener 1941 - 1941
- Oberst Dewitz 1942 - do końca wojny